# Lucky Club Casino and Hotel
Lucky Club Casino and Hotel – hotel i kasyno w North Las Vegas, w amerykańskim stanie Nevada. Stanowi własność korporacji Ganaste LLC.  
W skład obiektu wchodzi hotel ze 118 pokojami oraz kasyno o powierzchni 1.450 m². 

## Historia
Obiekt działał początkowo jako Cheyenne Hotel & Casino, aż do 1998 roku, kiedy to został wykupiony przez MTR Gaming.
9 lutego 2007 roku podpisana została umowa, na mocy której korporacja Ganaste nabyła hotel za kwotę 11.4 milionów dolarów. Transakcja została jednak sfinalizowana 1 czerwca 2008 roku, a ostateczna cena Lucky Club wzrosła do 18.2 milionów dolarów.
9 czerwca 2008 roku kasyno zostało zamknięte na okres niespełna dwóch tygodni, w wyniku pożaru, który zniszczył część jego wyposażenia.